# إس. جي. واتسون
إس. جي. واتسون (بالإنجليزية: S. J. Watson)‏‏ (1971 - ) مؤلف، وروائي، وكاتب من المملكة المتحدة.

## روابط خارجية
- إس. جي. واتسون على موقع IMDb (الإنجليزية)
- إس. جي. واتسون على موقع ميوزك برينز (الإنجليزية)
- إس. جي. واتسون على موقع قاعدة بيانات الفيلم (الإنجليزية)